# جيرهارد شتال
جيرهارد شتال (بالألمانية: Gerhard Stahl)‏ هو سياسي ألماني، ولد في 2 ديسمبر 1950 في لودفيغسبورغ في ألمانيا.